# Nil Montserrat
Nil Montserrat (ur. 8 grudnia 1988 w Barcelonie) – hiszpański kierowca wyścigowy.

## Kariera
Montserrat rozpoczął karierę w wyścigach samochodowych w 2004 roku, od startów w Formula Baviera, gdzie był czternasty. W późniejszych latach startował w Hiszpańskiej Formule 3, Formule Renault 3.5, Le Mans Series oraz w V de V Challenge GT/Tourisme. Najwięcej czasu poświęcił startom w hiszpańskiej edycji Formuły 3, gdzie widniał na liście startowej w latach 2005–2011. Najlepiej spisał się tam w 2006 roku, kiedy to był dziewiąty. W prestiżowej Formule Renault 3.5 wystartował w 2006 roku, jednak nie zdobywał punktów.

## Statystyki
| Sezon | Seria                                         | Zespół                         | Wyścigi | Zwycięstwa | PP | NO | Podium | Punkty | Pozycja |
| ----- | --------------------------------------------- | ------------------------------ | ------- | ---------- | -- | -- | ------ | ------ | ------- |
| 2004  | Formula Baviera                               |                                |         |            |    |    |        | 50     | 14      |
| 2005  | Hiszpańska Formuła 3 Copa de España F300      | GTA Motor Competicion          | 15      | 0          | 0  |    | 1      | 33     | 6       |
| 2005  | Hiszpańska Formuła 3                          | GTA Motor Competicion          | 15      | 0          | 0  |    | 0      | 2      | 21      |
| 2006  | Formuła Renault 3.5                           | EuroInternational              | 2       | 0          | 0  | 0  | 0      | 0      | 42      |
| 2006  | Hiszpańska Formuła 3                          | Elide Racing                   | 16      | 0          | 0  | 0  | 0      | 30     | 9       |
| 2007  | Hiszpańska Formuła 3                          | Cetea Sport                    | 16      | 0          | 0  | 0  | 0      | 24     | 11      |
| 2008  | Hiszpańska Formuła 3                          | GTA Motor Competicion          | 8       | 0          | 0  | 0  | 2      | 38     | 12      |
| 2008  | Hiszpańska Formuła 3 Copa de España           | GTA Motor Competicion          | 8       | 2          | 0  | 1  | 4      | 48     | 4       |
| 2008  | 24h Barcelona                                 | TopTrans Competición – Autotec | 1       | 0          | 0  | 0  | 0      | N/A    | 12      |
| 2009  | European F3 Open                              | Meycom                         | 6       | 0          | 0  | 0  | 0      | 18     | 14      |
| 2009  | European F3 Open                              | Hache Team                     | 6       | 0          | 0  | 0  | 0      | 18     | 14      |
| 2009  | European F3 Open Copa de España               | 2                              | 0       | 0          | 0  | 2  | 14     | 11     |         |
| 2009  | Le Mans Series – LMP2                         | Q8 Oils Hache Teams            | 1       | 0          | 0  | 0  | 0      | 0      | NS      |
| 2010  | European F3 Open                              | Top F3                         | 16      | 0          | 0  | 0  | 1      | 16     | 16      |
| 2010  | European F3 Open Copa de España               | Top F3                         | 16      | 1          | 0  | 1  | 7      | 76     | 4       |
| 2011  | European F3 Open                              | Emiliodevillota Motorsport     | 2       | 0          | 0  | 0  | 2      | 20     | 17      |
| 2011  | Spanish Prototype Open Championship – Proto 1 | Radical Espana                 | 2       | 0          | 0  | 0  | 2      | 48     | 9       |

## Wyniki w Formule Renault 3.5
| Legenda oznaczeń w tabelach wyników Wyświetl szablon na nowej stronie | Legenda oznaczeń w tabelach wyników Wyświetl szablon na nowej stronie                                                                     |
| Oznaczenie                                                            | Wyjaśnienie |
| --------------------------------------------------------------------- | --- |
| Złoty                                                                 | Zwycięzca lub mistrzostwo |
| Srebrny                                                               | 2. miejsce lub wicemistrzostwo |
| Brązowy                                                               | 3. miejsce lub II wicemistrzostwo |
| Zielony                                                               | Ukończył, punktował (w klasyfikacji generalnej, gdy zdobył co najmniej jeden punkt na przestrzeni sezonu, poza trzema powyższymi opcjami) |
| Niebieski                                                             | Ukończył, nie punktował (w klasyfikacji generalnej, gdy nie zdobył co najmniej jednego punktu na przestrzeni sezonu)                      |
| Czerwony                                                              | Nie zakwalifikował się (NZ) |
| Czerwony                                                              | Nie prekwalifikował się (NPK) |
| Różowy                                                                | Nie ukończył (NU) |
| Różowy                                                                | Niesklasyfikowany (NS) (w klasyfikacji generalnej, gdy nie został sklasyfikowany w żadnym wyścigu sezonu)                                 |
| Czarny                                                                | Zdyskwalifikowany (DK) |
| Czarny                                                                | Wykluczony (WYK/EX) |
| Biały                                                                 | Nie wystartował (NW) |
| Biały                                                                 | Kontuzjowany (K/INJ) |
| Biały                                                                 | Wyścig odwołany (OD/C) |
| Bez koloru                                                            | Został wycofany (WYC/WD) |
| Bez koloru                                                            | Nie przybył (NP/DNA) |
| Bez koloru                                                            | Nie brał udziału w treningach (NT/DNP) |
| Bez koloru                                                            | Nie został zgłoszony (–) |
| Pogrubienie                                                           | Start z pole position |
| Kursywa                                                               | Najszybsze okrążenie wyścigu |
| †                                                                     | Nie ukończył, ale jego rezultat został zaliczony ze względu na przejechanie więcej niż 90% dystansu wyścigu.                              |
| *                                                                     | Sezon w trakcie |
| 1/2/3                                                                 | Punktowana pozycja w sprincie kwalifikacyjnym                                                                                             |
| Lista systemów punktacji Formuły 1                                    | |

| Rok  | Zespół            | Wyniki w poszczególnych eliminacjach | Wyniki w poszczególnych eliminacjach | Wyniki w poszczególnych eliminacjach | Wyniki w poszczególnych eliminacjach | Wyniki w poszczególnych eliminacjach | Wyniki w poszczególnych eliminacjach | Wyniki w poszczególnych eliminacjach | Wyniki w poszczególnych eliminacjach | Wyniki w poszczególnych eliminacjach | Wyniki w poszczególnych eliminacjach | Wyniki w poszczególnych eliminacjach | Wyniki w poszczególnych eliminacjach | Wyniki w poszczególnych eliminacjach | Wyniki w poszczególnych eliminacjach | Wyniki w poszczególnych eliminacjach | Wyniki w poszczególnych eliminacjach | Wyniki w poszczególnych eliminacjach | Punkty | Pozycja |
| ---- | ----------------- | ------------------------------------ | ------------------------------------ | ------------------------------------ | ------------------------------------ | ------------------------------------ | ------------------------------------ | ------------------------------------ | ------------------------------------ | ------------------------------------ | ------------------------------------ | ------------------------------------ | ------------------------------------ | ------------------------------------ | ------------------------------------ | ------------------------------------ | ------------------------------------ | ------------------------------------ | ------ | ------- |
| 2006 | EuroInternational | ZOL                                  | ZOL                                  | MON                                  | TUR                                  | TUR                                  | ITA                                  | ITA                                  | SFR                                  | SFR                                  | DEU                                  | DEU                                  | GBR                                  | GBR                                  | FRA                                  | FRA                                  | ESP                                  | ESP                                  | 0      | 42      |
| 2006 | EuroInternational | –                                    | –                                    | –                                    | –                                    | –                                    | –                                    | –                                    | –                                    | –                                    | –                                    | –                                    | –                                    | –                                    | –                                    | –                                    | 22                                   | 17                                   | 0      | 42      |